# Chassey-Beaupré
Chassey-Beaupré és un municipi francès situat al departament del Mosa i a la regió del Gran Est. L'any 2017 tenia 88 habitants.

## Demografia
El 2007 tenia 123 habitants. Hi havia 52 famílies, 66 habitatges (54 habitatges principals, dues segones residències i 11 estaven desocupats).

## Economia
El 2007 la població en edat de treballar era de 63 persones, 44 eren actives i 19 eren inactives. El 2007, hi havia una empresa de fabricació d'altres productes industrials, una empresa de construcció, una empresa de comerç i reparació d'automòbils i de material agrícola i una empresa financera.
L'any 2000 a Chassey-Beaupré hi havia cinc explotacions agrícoles.

## Llocs d'interès
- Església de Sant Nabor
- El «Domaine de Beaupré» llistat com a monument històric el 1991 pel seu castell, els seus pous, safareig, granja, el seu parc amb cova, l'estany del Forn i el seu dic, així com l'estany de Petit-Moulin.[6]

## Poblacions més properes
El següent diagrama mostra les poblacions més properes.